# Knemodynerus aequabilis
Knemodynerus aequabilis  (лат.) — вид одиночных ос (Eumeninae).

## Распространение
Мадагаскар.

## Описание
Одиночные осы мелких размеров (7-10 мм). Коричневого цвета с желто-красными пятнами и перевязями. По некоторым признакам вид похож на других мадагаскарских ос, таких как Anterhynchium grandidieri. Взрослые самки охотятся на личинок насекомых для откладывания в них яиц и в которых в будущим появится личинка осы.